# Romano Mazzoli
Romano Louis Mazzoli (Louisville, 2 novembre 1932 – Louisville, 1º novembre 2022) è stato un politico e avvocato statunitense, membro della Camera dei Rappresentanti per lo stato del Kentucky dal 1971 al 1995.

## Biografia
Nato nel Kentucky in una famiglia italoamericana, Mazzoli frequentò l'Università di Notre Dame nell'Indiana e dopo la laurea in legge si impegnò politicamente aderendo al Partito Democratico.
Dopo aver trascorso due anni servendo per la legislatura statale del Kentucky, Mazzoli si candidò alla Camera dei Rappresentanti e venne eletto. Mazzoli rimase al Congresso per ventiquattro anni, durante i quali si occupò specialmente di riformare le norme per l'immigrazione; a questo proposito fu promotore di una legge sul tema insieme al senatore repubblicano Alan K. Simpson, tuttora conosciuta come Simpson-Mazzoli Act.
Nel 1994 Mazzoli decise di non chiedere un altro mandato e si ritirò a vita privata, svolgendo la professione di insegnante di legge nelle università.